# Балаклійська волость (Зміївський повіт)
Балаклійська волость (Новосерпухівська) — адміністративно-територіальна одиниця Зміївського повіту Харківської губернії.
З’явилася як Ново-Серпухівська волость, з волосним центром у Ново-Серпухові. В зв’язку з тим, що у 1891 році Балаклії у було повернено первісну назву, з 1891-1892 років волость стала носити назву Балаклійської.

Найбільші поселення волості станом на 1914 рік:
- слобода Балаклія — 10 530 мешканців.
- село Лагери — 5 170 мешканців.
- село Вербівка — 4 535 мешканців.
- село Борщове — 6 142 мешканці.

## Волосне правління
Волость очолював волосний старшина, діловодством волості займався волосний писар. Крім того, існував волосний суд з чотирма суддями, один з яких зазвичай призначався головою волосного суду. Також були не поодинокі випадки коли на волосного старшину були накладені обов’язки голови волосного суду. Волосний суддя, як і інші земські урядники займали посаду протягом трьох років. Діловодством волосного суду займався секретар волосного суду.

### Волосний старшина
| Прізвище, ім’я, по батькові | Роки знаходження на посаді | Примітки |
| --------------------------- | -------------------------- | -------- |
| Чумаченко Данило Петрович   | ?—1893—1894                |          |
| Пономаренко Іван Якович     | 1895—1903                  |          |
| Шабетя Василь Григорович    | 1904—1906—?                |          |
| Архієрей Павло Терентійович | ?—1908                     |          |
| Сіновоз Василь Миколайович  | 1909—1910—?                |          |
| Горлач Микола Овсійович     | ?—1912—1914                |          |
| Ісиченко Харитон Матвійович | 1915—1917                  |          |

### Волосний писар
| Прізвище, ім’я, по батькові  | Роки знаходження на посаді | Примітки |
| ---------------------------- | -------------------------- | -------- |
| Заховаєв Андрій Васильович   | ?—1894—1896                |          |
| Вакансія                     | 1897                       |          |
| Петров Іван Олександрович    | 1898—1902                  |          |
| Бардаков Дмитро Омелянович   | 1903—1904—?                |          |
| Писклов Денис Кузьмич        | ?—1906—?                   |          |
| Кириченко Михайло Єремійович | ?—1908—1910—?              |          |
| Соловйов Степан Олексійович  | ?—1912                     |          |
| Кириченко Михайло Єремійович | 1913—1914                  |          |
| Михайлов Дмитро Єремійович   | 1915—1917                  |          |

### Голова волосного суду
| Прізвище, ім’я, по батькові    | Роки знаходження на посаді | Примітки          |
| ------------------------------ | -------------------------- | ----------------- |
| Несвітайлов Іван Авксентійович | ?—1893                     |                   |
| Чеховський Михайло Миколайович | 1894—1896                  |                   |
| Пономаренко Іван Якович        | 1897                       |                   |
| Петров Іван Олександрович      | 1898—1899—?                | Волосний старшина |
| Несвітайлов Іван Авксентійович | ?—1902—1903                |                   |
| Обозний Михайло Максимович     | 1904—1906—?                |                   |
| Цмак Лука Тимофійович          | ?—1908—1909                |                   |
| Лаврик Давид Демидович         | 1910—1912                  |                   |
| Сторожко Володимир Іванович    | 1913—1914                  |                   |
| Кийко Георгій Миколайович      | 1915—?                     |                   |
| Гнечка Сергій Прокопійович     | ?—1917                     |                   |

### Секретар волосного суду
| Прізвище, ім’я, по батькові   | Роки знаходження на посаді | Примітки |
| ----------------------------- | -------------------------- | -------- |
| Тарасенко Василь Євстафійович | ?—1915—?                   |          |
| Кобзар Григорій Прокопович    | ?—1917—?                   |          |